# حزب همبستگی ایران اسلامی
حزب همبستگی ایران اسلامی از احزاب فعال اصلاح طلب در ایران است که در سال ۱۳۷۶ برای حمایت از دستاوردهای دوم خرداد و برنامه‌های محمد خاتمی تأسیس شد.

## هیئت مؤسس
محمدرضا راه‌چمنی، محمود میرلوحی، غلامرضا انصاری، الیاس حضرتی، قدرت‌الله نظری‌نیا، علی‌اصغر احمدی، غلام‌حیدر ابراهیم بای سلامی، سید محمد هاشمی، قربانعلی قندهاری، سید ولی‌الله توکلی، کریم ملک‌آسا

## اعضای سرشناس
- ابراهیم اصغرزاده
- محمد سالاری
- عباس میرزا ابوطالبی
- مصطفی کواکبیان
- علی‌اصغر احمدی
- هدایت‌الله جمالی‌پور
- محمد نوذری
- محمدکاظم کرمی
- جلیل مقدم
- کریم ملک‌آسا
- علی توکلی یرکی
- محمود کلهری
- فخرالدین صابری
- محمد زارع فومنی